# لوئیس اندریوچی
لوئیس اندریوچی (اسپانیایی: Luis Andreuchi‎؛ زادهٔ ۱۷ سپتامبر ۱۹۵۵) بازیکن فوتبال اهل آرژانتین است.
از باشگاه‌هایی که در آن بازی کرده‌است می‌توان به باشگاه فوتبال روساریو سنترال اشاره کرد.